# Leonard Warren
Pour les articles homonymes, voir Warren.
Leonard Warren (New York le 21 avril 1911 -  New York, le 4 mars 1960) est un baryton américain, l'un des plus grands barytons Verdi de sa génération.

## Biographie
Né Leonard Warenoff de parents juifs russes immigrés, il étudie d'abord à New York avec Giuseppe De Luca, ensuite à Rome avec Giuseppe Païs, puis à Milan, avec Riccardo Picozzi. Il fait ses débuts au Metropolitan Opera de New York en 1939, dans le rôle de Paolo dans Simon Boccanegra. Peu après, il y remplace au pied levé Lawrence Tibbett, dans le rôle-titre de Rigoletto, et c'est le début de la gloire.
Il s'impose alors dans les grands rôles verdiens : Luna, Germont, Boccanegra, Riccardo, Carlo, Rodrigo, Amonasro, Iago, Falstaff, et connaît un triomphe tout particulier en 1959, en Macbeth, auprès de Leonie Rysanek. En 21 saisons au Met, il y chante également Enrico, Barnaba, Tonio, Scarpia. 
Il paraît aussi au Lyric Opera de Chicago et à l'Opéra de San Francisco, ainsi qu'à La Scala de Milan durant la saison 1953-54, y chantant Rigoletto et Iago. Il chante également à Mexico et Buenos Aires.
Sa voix immense et longue (du sol grave au si bémol aigu) peut être entendue dans plusieurs enregistrements, notamment des intégrales de Rigoletto, Il Trovatore, La Traviata, La forza del destino, Aida, La Gioconda, Tosca.
Il meurt sur la scène du Met, foudroyé par une hémorragie cérébrale à 48 ans, lors d'une représentation de La forza del destino. 

## Enregistrement sonore
- 1951 : Boots (1903) de Rudyard Kipling[3]

## Sources
1. ↑  « https://archives.nypl.org/mus/20405 » (consulté le 18 juillet 2024)
2. ↑  Richard Martet, Les grands chanteurs du XXe siècle, Paris, Buchet-Chastel, octobre 2012, 379 p. (ISBN 978-2-283-02539-0), p. 241
3. ↑  (en) Leonard Warren - Songs Of Rudyard Kipling, 1952 (lire en ligne)

- Dictionnaire des interprètes, sous la direction de Alain Pâris, Éditions Robert Laffont, coll. « Bouquins », 1989,  (ISBN 2-221-06660-X)